# Opisthopsis major
Opisthopsis major är en myrart som beskrevs av Auguste-Henri Forel 1902. Opisthopsis major ingår i släktet Opisthopsis och familjen myror. Inga underarter finns listade i Catalogue of Life.